# Сајнт Гре (Кунео)
Сајнт Гре је насеље у Италији у округу Кунео, региону Пијемонт.
Према процени из 2011. у насељу је живело 25 становника. Насеље се налази на надморској висини од 999 м.